# Spartak Tbilissi
Maillots
Le Football Club Spartaki Tbilissi (en géorgien : საფეხბურთო კლუბი სპარტაკი თბილისი), plus couramment abrégé en Spartak Tbilissi, est un club géorgien de football fondé en 1946 et basé à Tbilissi, la capitale du pays.

## Histoire
Le club évolue en première division soviétique à deux reprises, en 1950 et en 1951. Il se classe 9e sur 19 en 1950, et 14e sur 15 en 1951.
Il joue en première division géorgienne lors des saisons 2003-2004 et 2005-2006.

### Palmarès
| Compétitions nationales                                 |
| ------------------------------------------------------- |
| - Championnat de Géorgie D2 (1) : - Champion : 2002-03. |